# La Salle (Illinois)
La Salle é uma cidade localizada no estado americano de Illinois, no Condado de La Salle.

## Demografia
Segundo o censo americano de 2000, a sua população era de 9796 habitantes.
Em 2006, foi estimada uma população de 9511, um decréscimo de 285 (-2.9%).

## Geografia
De acordo com o United States Census Bureau tem uma área de
16,6 km², dos quais 16,4 km² cobertos por terra e 0,2 km² cobertos por água. La Salle localiza-se a aproximadamente 145 m acima do nível do mar.

## Localidades na vizinhança
O diagrama seguinte representa as localidades num raio de 12 km ao redor de La Salle.